# Luichy Guzmán
Luis Alberto Guzmán (Santo Domingo, República Dominicana, 22 de julio de 1974) es un compositor de bandas sonoras, arreglista, director musical y productor dominicano. Compuso la banda sonora de la película Quiero ser fiel y Ladrones. También fue productor junto a su esposa Carolina Rivas de los musicales Les Misérables en el 2008 y Rent en el 2011.

## Biografía
Nació el 22 de julio de 1974 en Santo Domingo, República Dominicana. Es el primogénito de Josefina Elizabeth Peña y Luis Alberto Guzmán, y tiene dos hermanos y una hermana. Su padre es un roquero integrante de la legendaria banda dominicana Los Masters. A la edad de 12 años aprendió a tocar la guitarra y el piano con ayuda de su padre y su tía, Ana Marina Guzmán. Continuó su formación musical de manera autodidacta. A finales de los ochenta se sumergió en el mundo del pop rock, formando Razón Vital, y después Té para tres. Luichy Guzmán asistió al Colegio Dominicano De La Salle en donde se graduó en 1993. Luego pasó por varias universidades terminando en la Universidad Autónoma de Santo Domingo en donde estudió publicidad. Después de varios semestres en la universidad, Guzmán decidió abandonarla para dedicarse a tiempo completo a su carrera en la música.
Guzmán tuvo su primer hijo en 2000, Gustavo Alberto Guzmán, de un primer matrimonio. Se casó por segunda vez el 22 de octubre de 2005 con la actriz Carolina Rivas, su actual esposa. Juntos tienen dos hijos: Jean Luca Guzmán 2008 y Luna Irene Guzmán 2012.

### Carrera
En 2007 trabajó como arreglista y director de cuerdas en el concierto Big Band Núñez del cantautor dominicano Pavel Núñez.
Hizo su debut en el teatro con su producción de Les Misérables en el Teatro Nacional de Santo Domingo, la cual le mereció el galardón de mejor obra de teatro musical en los Premios Casandra.

## Bandas sonoras
Su primera composición musical que realizó en el cine fue para la comedia romántica Quiero ser fiel, protagonizada por Valentino Lanús, Sandra Echeverría y Dulce María.

## Otras actividades
Guzmán cantó coros en "El Niágara en bicicleta", una canción de Juan Luis Guerra de 1998 del álbum Ni es lo mismo ni es igual.
También fue ganador del tercer lugar en el concurso de composiciones "Que Viva el Merengue" del año 2005, con el tema "Tiempo para Amar".